# Nouvelle Tour (Piombino)
La Nouvelle Tour (en italien : Torre Nuova), est une fortification côtière située dans la commune de Piombino, au nord de Populonia, dans la province de Livourne en Toscane.

## Historique
La tour a été construite par les Médicis près de la frontière entre le grand-duché de Toscane et la Principauté de Piombino (la frontière passait le long du canal adjacent à la tour). Les travaux de construction de la structure défensive ont commencé en 1670 et se sont terminés seulement 53 ans plus tard avec l'achèvement définitif de l'ensemble du complexe, en 1723. Bien qu'elle ait été appelée « tour » dès ses origines, la structure est apparue dès le début sous un aspect ressemble plus à une fortification côtière équipée d'une tour de guet. Les fonctions d'observation et de défense, tant actives que passives, furent exercées de manière continue jusqu'à la fin du XIXe siècle, date à laquelle il fut décidé de le mettre hors service, suivi de sa vente à des particuliers en 1871.

## Description
La fortification se présente comme un imposant complexe situé à proximité du bord de mer, composé de deux bâtiments partiellement accolés, qui présentent globalement un développement planimétrique rectangulaire. La structure fortifiée, divisée en trois niveaux, est composée d'un bâtiment turriforme, de section carrée, avec des structures de murs épais, qui se terminait au sommet par une loggia dans laquelle étaient disposés les armements, qui fut remplacée par un créneau au cours de l'époque. Les travaux de rénovation furent réalisés après le XIXe siècle.
L'autre bâtiment, de section rectangulaire, était à l'origine un moulin à vent situé à côté de la tour, qui a ensuite été transformé en structure résidentielle une fois l'ensemble du complexe mis hors service.

## Galerie

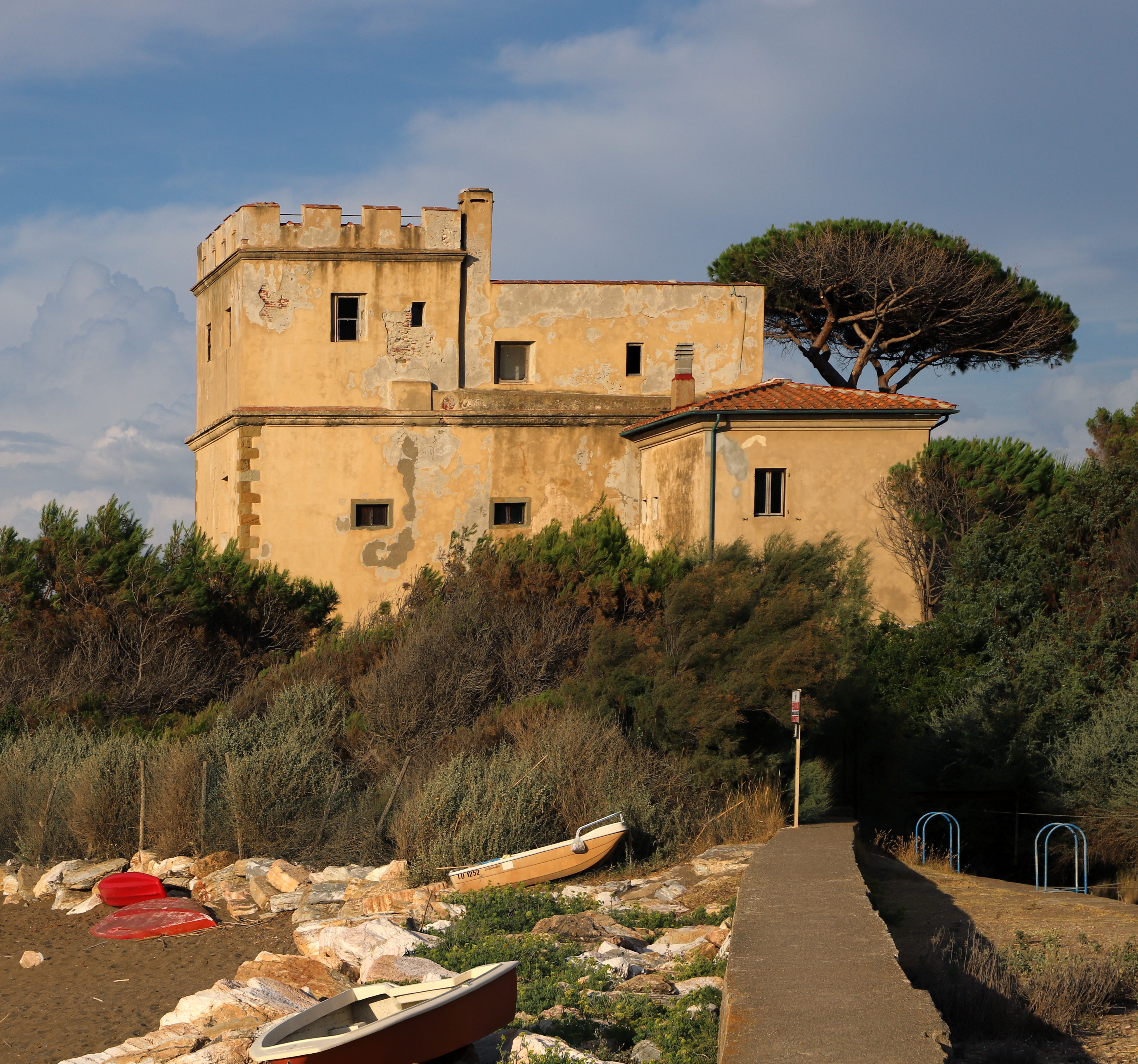
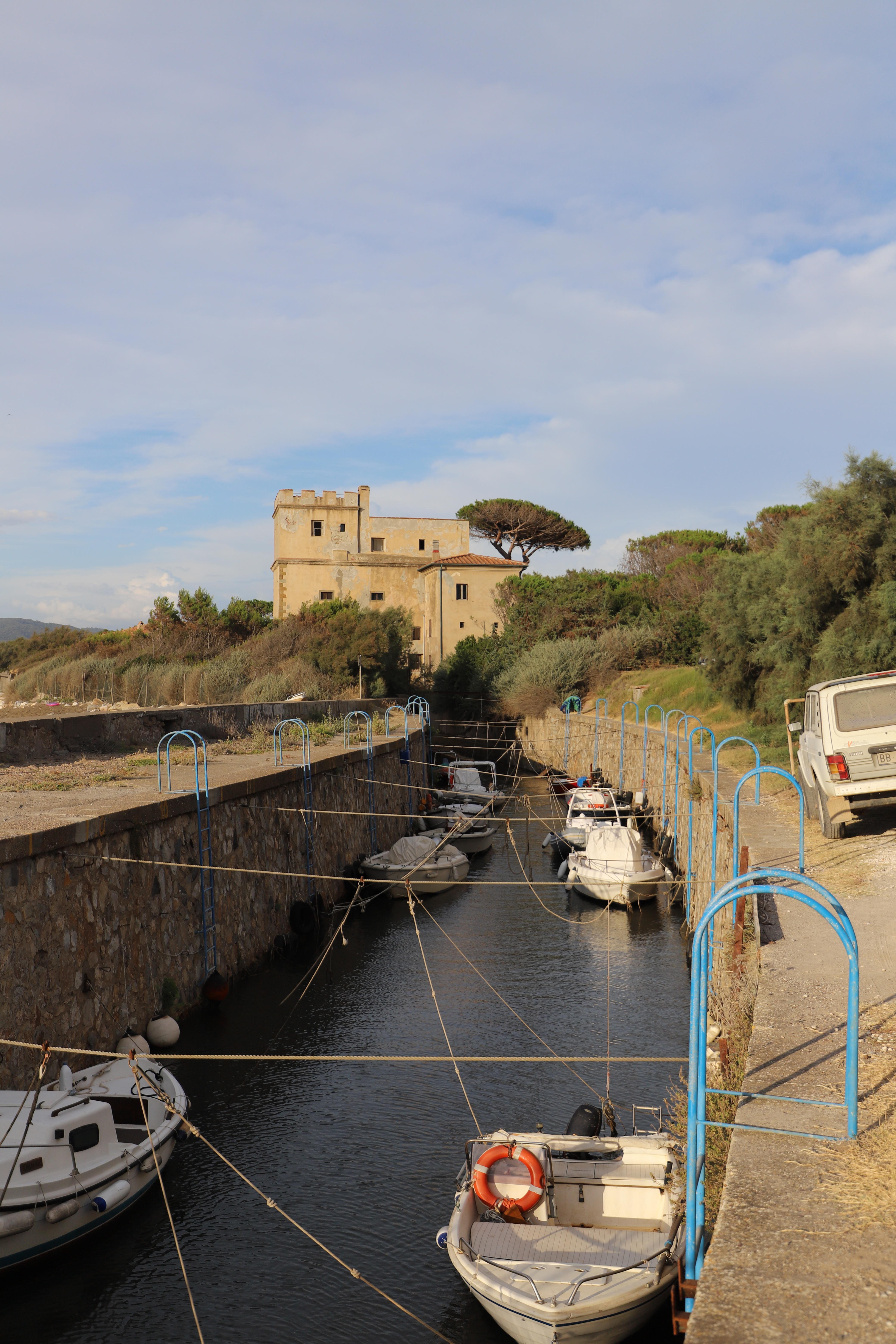